# توماس يورغ
توماس يورغ (بالألمانية: Thomas Jörg)‏ هو لاعب هوكي الجليد ألماني، ولد في 2 ديسمبر 1981 في زونتهوفن في ألمانيا.

## وصلات خارجية
- توماس يورغ على موقع EliteProspects.com (الإنجليزية)
- توماس يورغ على موقع HockeyDB.com (الإنجليزية)